# Liste der Abgeordneten zum Galizischen Landtag (III. Wahlperiode)
Diese Liste der Abgeordneten zum Galizischen Landtag (III. Wahlperiode) listet alle Abgeordneten zum Galizischen Landtag des Kronlandes Galizien und Lodomerien in der II. Wahlperiode auf. Die Wahlperiode reichte von 1870 bis 1877.

## Sessionen
Die III. Wahlperiode umfasste sieben Sessionen:
- I. Session: vom 20. August 1870 bis zum 2. September 1870
- II. Session: vom 14. September 1871 bis zum 17. Oktober 1871
- III. Session: vom 5. September 1872 bis zum 7. Dezember 1872
- IV. vom 26. November 1873 bis zum 17. Jänner 1874
- V. Session: vom 15. September 1874 bis zum 18. Oktober 1874
- VI. Session: vom 6. April 1875 bis zum 29. April 1875
- VII. Session: vom 3. März 1876 bis zum 26. April 1876

## Landtagsabgeordnete
Die Tabelle enthält im Einzelnen folgende Informationen:
| Name:        | Name des Abgeordneten |
| Wahlklasse:  | Die dem Klassenwahlrecht entsprechende Wahlklasse bzw. Kurie: I. Wahlklasse = Virilstimme (Bischöfe und Rektoren); II: Adelige des Großen Grundbesitzes; III: Handels- und Gewerbekammer; IV: Zensuswahlklasse unterteilt nach Städten/Orten bzw. Landgemeinden; |
| Region:      | Die im Wahlbezirk enthaltenen Städte bzw. Gerichtsbezirke (Landgemeindewahlbezirke) |
| Anmerkungen: | Veränderungen während der Periode durch Tod, Mandatsverzicht oder spätere Angelobung |

| Name                             | Wahlklasse                    | Region                                                     | Anmerkung |
| -------------------------------- | ----------------------------- | ---------------------------------------------------------- | --- |
| Abrahamowicz Dawid               | Großgrundbesitz               | 15. Wahlkreis Kolomyia                                     | wurde am 2. April 1875 als Nachfolger von Kajetan Agopsowicz gewählt                                                |
| Agopsowicz Kajetan               | Großgrundbesitz               | 15. Wahlkreis Kolomyia                                     | starb 1875 |
| Antoniewicz Mikolaj              | Städte                        | 8. Wahlkreis Drohobycz                                     | am 18. November 1873 gewählt                                                                                        |
| Badeni Józef                     | Großgrundbesitz               | 12. Wahlkreis Rzeszów                                      | wurde am 31. August 1874 gewählt                                                                                    |
| Badeni Władysław                 | Städte                        | 7. Wahlkreis Jaroslaw                                      | |
| Bartoszewski Karol               | Landgemeinden                 | 20. Wahlkreis Turka, Borynia                               | |
| Baum Józef                       | Landgemeinden                 | 71. Wahlkreis Wadowice, Kalwaria, Andrychów                | |
| Baworowski Włodzimierz           | Landgemeinden                 | 40. Wahlkreis Trembowla, Złotniki                          | |
| Beust Fryderyk                   | Handels- und Gewerbekammer    | Brody                                                      | schied etwa 1873 aus                                                                                                |
| Bilous Teodor                    | Landgemeinden                 | 42. Wahlkreis Łopatyn, Brody, Radziechów                   | |
| Bodnar Jan                       | Landgemeinden                 | 44. Wahlkreis Załosce, Zborów                              | |
| Bogdanowicz Krzysztof            | Städte                        | 15. Wahlkreis Kołomyja                                     | starb vor der Sitzung im Jahr 1876                                                                                  |
| Bojczuk Mikołaj                  | Landgemeinden                 | 7. Wahlkreis Zaleszczyki, Tłuste                           | vorzeitig ausgeschieden                                                                                             |
| Leszek Dunin-Borkowski           | Großgrundbesitz               | 9. Wahlkreis Sambor                                        | schied etwa 1872 aus                                                                                                |
| Breuer Józef                     | Handels- und Gewerbekammer    | Lemberg                                                    | |
| Bukowski Rudolf                  | Städte                        | 9. Wahlkreis Biała                                         | am 5. Dezember 1873 als Nachfolger von Franciszek Strzygowski gewählt                                               |
| Całkowski Wasyl                  | Landgemeinden                 | 12. Wahlkreis Horodenka, Obertyn                           | |
| Chełmecki Jan                    | Landgemeinden                 | 49. Wahlkreis Kraków, Mogiła, Liszki, Skawina              | |
| Chrapek Franciszek               | Landgemeinden                 | 72. Wahlkreis Kenty, Biala, Oświęcim                       | |
| Chrzanowski Leon                 | Städte                        | 2. Wahlkreis Krakau                                        | |
| Cywiński Andrzej                 | Großgrundbesitz               | 2. Wahlkreis Brzeziny                                      | am 19. November 1873 als Nachfolger von Franciszek Torosiewicz gewählt                                              |
| Czajkowski Jan                   | Großgrundbesitz               | 10. Wahlkreis Żółkiew                                      | |
| Czartoryski Jerzy                | Großgrundbesitz               | 1. Wahlkreis Krakau                                        | |
| Czerkawski Euzebius              | Virilstimme                   | Rektor der Universität Lemberg                             | Mitglied des Landtags im Jahr 1876                                                                                  |
| Czerkawski Euzebiusz             | Städte                        | 12. Wahlkreis Rzeszów                                      | |
| Czymiariski Emil                 | Virilstimme                   | Rektor der Jagiellonen-Universität                         | Mitglied des Landtags im Jahr 1875                                                                                  |
| Dąbrowski Wacław                 | Städte                        | 1. Wahlkreis Lemberg                                       | |
| Demkow Michał                    | Landgemeinden                 | 32. Wahlkreis Tyśmienica, Tłumacz                          | |
| Drozd Jan                        | Landgemeinden                 | 60. Wahlkreis Rozwadów, Tarnobrzeg, Nisko                  | |
| Dunajewski Julian                | Städte                        | 10. Wahlkreis Nowy Sącz                                    | |
| Dzieduszycki Wlodzimierz         | Großgrundbesitz               | 4. Wahlkreis Złoczów                                       | Am 31. August 1874 als Nachfolger von August Łoś gewählt.                                                           |
| Dzieduszycki Tadeusz             | Großgrundbesitz               | 5. Wahlkreis Czortków                                      | am 16. Februar 1876 als Nachfolger von Agenor Gołuchowski gewählt                                                   |
| Dzwonkowski Edward               | Großgrundbesitz               | 6. Wahlkreis Tarnów                                        | schied vorzeitig aus                                                                                                |
| Fecak Eliasz                     | Landgemeinden                 | 6. Wahlkreis Podhajce, Kozowa                              | |
| Fierich Edward                   | Virilstimme                   | Rektor der Jagiellonen-Universität                         | Mitglied des Landtags im Jahr 1873                                                                                  |
| Filarski Wojciech                | Virilstimme                   | Rektor der Universität Lemberg                             | Mitglied des Landtags im Jahr 1874                                                                                  |
| Firlej Szczęsny                  | Landgemeinden                 | 58. Wahlkreis Łańcut, Przeworsk                            | |
| Fortuna Bazyli                   | Landgemeinden                 | 37. Wahlkreis TarnopolIhrowice, Mikulińce                  | |
| Frankel Herman                   | Städte                        | 1. Wahlkreis Lemberg                                       | |
| Fruchtman Filip                  | Städte                        | 14. Wahlkreis Stryj                                        | am 7. November 1873 als Nachfolger von Julian Ławrowski gewählt                                                     |
| Gałecki Antoni Junosza           | Virilstimme                   | Titularbischof von Amathus                                 | |
| Garbaczyński Piotr               | Landgemeinden                 | 68. Wahlkreis Dębica, Pilzno                               | |
| Gawronek Tomasz                  | Landgemeinden                 | 65. Wahlkreis Limanowa, Skrzydlna                          | |
| Głogowski Artur                  | Großgrundbesitz               | 10. Wahlkreis Żółkiew                                      | Am 29. Oktober 1872 als Nachfolger von Stanislaw Polanowski gewählt                                                 |
| Gniewosz Edward                  | Großgrundbesitz               | 8. Wahlkreis Sanok                                         | schied vorzeitig aus                                                                                                |
| Golejewski Antoni                | Großgrundbesitz               | 15. Wahlkreis Kolomyia                                     | |
| Gołuchowski Agenor               | Großgrundbesitz               | 5. Wahlkreis Czortków                                      | 1875 verstorben |
| Grocholski Kazimierz             | Großgrundbesitz               | 7. Wahlkreis Ternopil                                      | |
| Gross Piotr                      | Großgrundbesitz               | 9. Wahlkreis Sambor                                        | |
| Hajdamacha Fedor                 | Landgemeinden                 | 8. Wahlkreis Borszczów, Mielnica                           | |
| Halka Ignacy                     | Landgemeinden                 | 38. Wahlkreis Skałat, Grzymałów                            | |
| Haller-Hallenburg Cezary         | Großgrundbesitz               | 1. Wahlkreis Krakau                                        | |
| Hausner Otto                     | Handels- und Gewerbekammer    | Brody                                                      | am 22. Dezember 1873 als Nachfolger von Fryderyk Beust gewählt                                                      |
| Hirschler Józef                  | Virilstimme                   | römisch-katholischer Bischof von Przemyśl                  | nur im Jahr 1871 |
| Hoppen Apolinary                 | Landgemeinden                 | 34. Wahlkreis Dolina, Bolechów, Rożniatów                  | |
| Horodyski Tomasz                 | Großgrundbesitz               | 13. Wahlkreis Stryj                                        | nachgewählt, nachdem Jerzy Czartoryskiego sein Mandat nicht annahm                                                  |
| Hoszard Franciszek               | Landgemeinden                 | 51. Wahlkreis Bochnia, Niepołomice, Wiśnicz                | |
| Hubor Kiryńo                     | Landgemeinden                 | 5. Wahlkreis Rohatyn, Bursztyn                             | |
| Iwaniszów Danyło                 | Landgemeinden                 | 23. Wahlkreis Łąka, Medenice                               | |
| Jabłonowski Antoni               | Großgrundbesitz               | 10. Wahlkreis Żółkiew                                      | |
| Janko Henryk                     | Großgrundbesitz               | 9. Wahlkreis Sambor                                        | schied etwa 1872 aus                                                                                                |
| Janowski Ambroży                 | Landgemeinden                 | 48. Wahlkreis Rawa, Niemirów                               | |
| Jasiński Aleksander              | Städte                        | 1. Wahlkreis Lemberg                                       | wurde am 29. Oktober 1872 als Nachfolger Herman Frankel gewählt                                                     |
| Jasiński Józef                   | Landgemeinden                 | 56. Wahlkreis Dukla, Krosno, Żmigród                       | |
| Jaworski Apolinary               | Großgrundbesitz               | 4. Wahlkreis Złoczów                                       | |
| Jaworski Paweł                   | Landgemeinden                 | 47. Wahlkreis Lubaczów, Cieszanów                          | |
| Jaworski Walenty                 | Landgemeinden                 | 65. Wahlkreis Limanowa, Skrzydlna                          | |
| Jędrzejewicz Edward              | Großgrundbesitz               | 12. Wahlkreis Rzeszów                                      | wurde am 8. April 1875 gewählt                                                                                      |
| Jędrzejowski Bazyli              | Landgemeinden                 | 22. Wahlkreis Rudki, Komarno                               | |
| Kabat Maurycy                    | Großgrundbesitz / Virilstimme | 4. Wahlkreis Złoczów                                       | Im Jahr 1875 auch Virilstimme des Rektors der Universität Lemberg                                                   |
| Kaczała Szczepan                 | Landgemeinden                 | 39. Wahlkreis Zbaraż, Medyń                                | |
| Kallir Nathan                    | Städte                        | 6. Wahlkreis Brody                                         | sein Mandat wurde am 30. Dezember 1873 erteilt                                                                      |
| Kamiński Ignacy                  | Städte                        | 4. Wahlkreis Stanisławów                                   | |
| Kaszewko Maciej                  | Landgemeinden                 | 13. Wahlkreis Kosów, Kuty                                  | |
| Kerepin Iwan                     | Landgemeinden                 | 25. Wahlkreis Lisko, Baligród, Lutowiska                   | |
| Kirchmajer Julian                | Landgemeinden                 | 49. Wahlkreis Kraków, Mogiła, Liszki, Skawina              | starb 1874 |
| Klaczko Julian                   | Großgrundbesitz               | 6. Wahlkreis Tarnów                                        | 1871 als Nachfolger von Konstanty Pirilski gewählt                                                                  |
| Kobylarz Jędrzej                 | Landgemeinden                 | 59. Wahlkreis Leżajsk, Sokołów, Ulanów                     | |
| Kocko Bazyli                     | Landgemeinden                 | 21. Wahlkreis Drohobycz, Podbuż                            | |
| Kocyłowski Piotr                 | Landgemeinden                 | 24. Wahlkreis Sanok, Rymanów, Bukowsko                     | |
| Konopka Henryk                   | Landgemeinden                 | 53. Wahlkreis Wieliczka, Podgórze, Dobczyce                | |
| Korzytiski Michał                | Landgemeinden                 | 14. Wahlkreis Śniatyn, Zabłotów                            | am 18. Mai 1875 gewählt                                                                                             |
| Kostek Franciszek                | Virilstimme                   | Rektor der Universität Lemberg                             | Mitglied des Landtags im Jahr 1871                                                                                  |
| Kotter Franciszek                | Virilstimme                   | Rektor der Universität Lemberg                             | Mitglied des Landtags im Jahr 1872                                                                                  |
| Kowalski Bazyli                  | Landgemeinden                 | 36. Wahlkreis Mikołajów, Żurawno                           | |
| Kozanowki Michał                 | Landgemeinden                 | 28. Wahlkreis Stanisławów, Halicz                          | |
| Koziebrodzki Szczęny             | Großgrundbesitz               | 7. Wahlkreis Ternopil                                      | |
| Kraiński Maurycy                 | Großgrundbesitz               | 3. Wahlkreis Przemyśl                                      | |
| Krasicki Józef                   | Landgemeinden                 | 43. Wahlkreis Busk, Kamionka Strumiłowa, Olesko            | |
| Kremer Józef                     | Virilstimme                   | Rektor der Jagiellonen-Universität                         | Mitglied des Landtags im Jahr 1871                                                                                  |
| Król Michał                      | Landgemeinden                 | 52. Wahlkreis Brzesko, Radłów, Wojnicz                     | |
| Krzeczunowicz Kornel             | Landgemeinden                 | 1.Wahlkreis Lemberg, Winniki, Szczerzec                    | |
| Krzyzanowski Gabriel             | Landgemeinden                 | 30. Wahlkreis Monasterzyska, Buczacz                       | |
| Kuczkowski Eugeniusz             | Landgemeinden                 | 11. Wahlkreis Kolomyja, Gwoździec, Peczeniżyn              | |
| Kulczycki Józef                  | Landgemeinden                 | 33. Wahlkreis Stryj, Skole                                 | |
| Kuzara Jędrzej                   | Landgemeinden                 | 69. Wahlkreis Ropczyce, Kolbuszowa                         | |
| Laskosz Jakub                    | Landgemeinden                 | 62. Wahlkreis Nowy Sącz, Grybów, Ciężkowice                | |
| Ławrowski Julian                 | Städte                        | 14. Wahlkreis Stryj                                        | starb 1873 |
| Lewicki Jan                      | Landgemeinden                 | 10. Wahlkreis Kopyczyńce, Husiatyn                         | |
| Lisiewicz Teodor                 | Landgemeinden                 | 7. Wahlkreis Zaleszczyki, Tłuste                           | Am 29. Oktober 1872 zum Nachfolger von Mikołaj Bojczuk gewählt                                                      |
| Łoś August                       | Großgrundbesitz               | 4. Wahlkreis Złoczów                                       | schied um 1874 aus                                                                                                  |
| Łoś Włodzimierz                  | Großgrundbesitz               | 7. Wahlkreis Ternopil                                      | starb 1873 |
| Madeyski Marceli                 | Großgrundbesitz               | 9. Wahlkreis Sambor                                        | am 29. Oktober 1872 gewählt                                                                                         |
| Majer Józef                      | Städte                        | 2. Wahlkreis Krakau                                        | |
| Małecki Antoni                   | Virilstimme                   | Rektor der Universität Lemberg                             | Mitglied des Landtags im Jahr 1873                                                                                  |
| Malinowski Michal                | Virilstimme                   | Administrator der griechisch-katholischen Diözese Lemberg. | |
| Mandyczowski Kornel              | Landgemeinden                 | 31. Wahlkreis Nadwórna, Delatyn                            | |
| Męciński Józef                   | Großgrundbesitz               | 6. Wahlkreis Tarnów                                        | Am 19. November 1873 als Nachfolger von Augustyn Piotrowski gewählt                                                 |
| Michalski Antoni                 | Landgemeinden                 | 54. Wahlkreis Jasło, Brzostek, Frysztak                    | |
| Oskard Jan                       | Landgemeinden                 | 63. Wahlkreis Stary Sącz, Krynica                          | |
| Ozorkiewicz Jan                  | Landgemeinden                 | 14. Wahlkreis Śniatyn, Zabłotów                            | trat 1875 zurück |
| Paszkowski, Franciszek           | Großgrundbesitz               | 1. Wahlkreis Krakau                                        | |
| Pawlikow Teofil                  | Landgemeinden                 | 46. Wahlkreis Bełz, Uhnów, Sokal                           | die Wahl von Jozef Janus war nicht anerkannt worden. Das Mandat war von 1871 bis 1873 unbesetzt                     |
| Pełech Jan                       | Landgemeinden                 | 45. Wahlkreis Żółkiew, Kulików, Mosty Wielkie              | |
| Pfeiffer Emil                    | Landgemeinden                 | 2. Wahlkreis Gródek, Janow                                 | |
| Pietruski Oktaw                  | Großgrundbesitz               | 13. Wahlkreis Stryj                                        | |
| Pietruszewicz Antoni             | Landgemeinden                 | 35. Wahlkreis Kałusz, Wojniłów                             | |
| Piliński Konstanty               | Großgrundbesitz               | 6. Wahlkreis Tarnów                                        | um 1871 ausgeschieden                                                                                               |
| Piotrowski Gustaw                | Virilstimme                   | Rektor der Jagiellonen-Universität                         | Mitglied des Landtags im Jahr 1874                                                                                  |
| Piotrowski Augustyn              | Großgrundbesitz               | 6. Wahlkreis Tarnów                                        | schied um 1873 aus                                                                                                  |
| Podlewski Walerian               | Großgrundbesitz               | 5. Wahlkreis Czortków                                      | |
| Pohorecki Feliks                 | Landgemeinden                 | 27. Wahlkreis Dubiecko, Brzozów                            | trat 1874 zurück |
| Połanowski Stanislaw             | Großgrundbesitz               | 10. Wahlkreis Żółkiew                                      | Nachdem Agenor Goluchowski das Mandat hier nicht annahm folgte ihm Jablonowski nach, er schied jedoch etwa 1872 aus |
| Popiel Paweł                     | Großgrundbesitz               | 1. Wahlkreis Krakau                                        | am 23. Februar 1876 als Nachfolger von Leonard Wężyk gewählt                                                        |
| Popiel Michał                    | Landgemeinden                 | 19. Wahlkreis Sambor, Stare Miasto, Stara Sól              | |
| Potocki Alfred                   | Landgemeinden                 | 3. Wahlkreis Brzeżany, Przemyśl                            | |
| Pukalski Józef Alojzy            | Virilstimme                   | römisch-katholischer Bischof von Tarnów                    | |
| Rey Mieczysław                   | Großgrundbesitz               | 6. Wahlkreis Tarnów                                        | Nachfolger von Edward Dzwonkowski                                                                                   |
| Romer Gustaw                     | Großgrundbesitz               | 8. Wahlkreis Sanok                                         | am 16. Februar 1876 als Nachfolger von Edward Gniewosz gewählt                                                      |
| Rutowski Klemens                 | Städte                        | 11. Wahlkreis Tarnów                                       | |
| Rydzowski Andrzej                | Landgemeinden                 | 55. Wahlkreis Gorlice, Biecz                               | |
| Rylski Eustachy                  | Großgrundbesitz               | 14. Wahlkreis Stanisławów                                  | |
| Sapieha Leon                     | Großgrundbesitz               | 3. Wahlkreis Przemyśl                                      | |
| Sapieha Adam                     | Städte                        | 3. Wahlkreis Przemyśl                                      | |
| Sawczyński Zygmunt               | Städte                        | 5. Wahlkreis Tarnopol                                      | |
| Schmidt Hermann                  | Virilstimme                   | Rektor der Universität Lemberg                             | Mitglied des Landtags im Jahr 1870                                                                                  |
| Seifert Józef                    | Landgemeinden                 | 47. Wahlkreis Lubaczów, Cieszanów                          | trat am 19. August 1870 zurück                                                                                      |
| Sembratowicz Józef               | Virilstimme                   | griechisch-katholischer Erzbischof von Lemberg             | starb 1875 |
| Serwatowski Maciej Zenon         | Großgrundbesitz               | 9. Wahlkreis Sambor                                        | am 29. Oktober 1872 gewählt                                                                                         |
| Siemieński-Lewicki Wilhelm       | Landgemeinden                 | 10. Wahlkreis Kopyczyńce, Husiatyn                         | |
| Siwiec Antoni                    | Landgemeinden                 | 74. Wahlkreis Żywiec, Ślemień, Milówka                     | |
| Skobel Fryderyk                  | Virilstimme                   | Rektor der Jagiellonen-Universität                         | Mitglied des Landtags im Jahr 1870                                                                                  |
| Skrzyński Ludwik                 | Großgrundbesitz               | 8. Wahlkreis Sanok                                         | |
| Skwarczyński Paweł               | Großgrundbesitz               | 14. Wahlkreis Stanisławów                                  | |
| Słonecki Zenon                   | Großgrundbesitz               | 8. Wahlkreis Sanok                                         | |
| Smarzewski Seweryn               | Großgrundbesitz               | 3. Wahlkreis Przemyśl                                      | |
| Smolka Franciszek                | Städte                        | 1. Wahlkreis Lemberg                                       | |
| Spławiński Jan                   | Landgemeinden                 | 50. Wahlkreis Chrzanów, Jaworzno, Krzeszowice              | |
| Starowieyski. Stanisław          | Großgrundbesitz               | 1. Wahlkreis Krakau                                        | |
| Stępek Wojciech                  | Landgemeinden                 | 27. Wahlkreis Dubiecko, Brzozów                            | wurde 1874 als Nachfolger von Feliks Pohorecki gewählt                                                              |
| Strzygowski Franciszek           | Städte                        | 9. Wahlkreis Biała                                         | etwa 1873 ausgeschieden                                                                                             |
| Stupnicki Saturnus Jan           | Virilstimme                   | griechisch-katholischer Bischof von Przemyśl               | im Jahr 1873 |
| Szaszkiewicz Grzegorz            | Landgemeinden                 | 15. Wahlkreis Przemyśl, Niżankowice                        | |
| Szczepański Mieczysław           | Landgemeinden                 | 4. Wahlkreis Bóbrka, Chodorów                              | |
| Szeliski Kazimierz               | Großgrundbesitz               | 7. Wahlkreis Ternopil                                      | am 19. November 1873 als Nachfolger von Włodzimierz Łoś gewählt                                                     |
| Szemelowski Julian               | Städte                        | 13. Wahlkreis Sambor                                       | |
| Szeptycki Jan                    | Landgemeinden                 | 17. Wahlkreis Jaworów, Krakowiec                           | |
| Szott Władysław                  | Landgemeinden                 | 18. Wahlkreis Mościska, Sądowa Wisznia                     | |
| Szujski Józef                    | Großgrundbesitz               | 11. Wahlkreis Sadec                                        | |
| Szumańiczowski Ludwik            | Großgrundbesitz               | 1. Wahlkreis Krakau                                        | |
| Szurlej Stanisław                | Landgemeinden                 | 61. Wahlkreis Tyczyn, Strzyiów                             | |
| Szymonowicz Grzegorz             | Virilstimme                   | armenisch-katholischer Erzbischof von Lemberg              | |
| Tamowski Stanislaw               | Großgrundbesitz               | 12. Wahlkreis Rzeszów                                      | schied vorzeitig aus                                                                                                |
| Tarnowski Jan                    | Landgemeinden                 | 70. Wahlkreis Mielec, Zassów                               | |
| Teliga Karol                     | Virilstimme                   | Rektor der Jagiellonen-Universität                         | Mitglied des Landtags im Jahr 1872                                                                                  |
| Tetrnajer Adolf                  | Landgemeinden                 | 64. Wahlkreis Nowy Targ, Krościenko                        | |
| Torosiewicz Emil                 | Großgrundbesitz               | 2. Wahlkreis Brzeziny                                      | |
| Torosiewicz Franciszek           | Großgrundbesitz               | 2. Wahlkreis Brzeziny                                      | starb 1873 |
| Trzecieski Franciszek            | Großgrundbesitz               | 11. Wahlkreis Sadec                                        | starb 1876 |
| Turczyn Jan                      | Landgemeinden                 | 73. Wahlkreis Myślenice, Jordanów, Maków                   | |
| Tyszkowski Józef                 | Landgemeinden                 | 26. Wahlkreis Dobromil, Ustrzyki, Bircza                   | |
| Waygart Walery                   | Städte                        | 3. Wahlkreis Przemyśl                                      | am 25. August 1874 gewählt                                                                                          |
| Weigel Ferdynand                 | Handels- und Gewerbekammer    | Krakau                                                     | |
| Weissman Edward                  | Großgrundbesitz               | 16. Wahlkreis Lemberg                                      | |
| Wereszczyński Józef              | Großgrundbesitz               | 2. Wahlkreis Brzeziny                                      | |
| Wescłowski Józef                 | Landgemeinden                 | 41. Wahlkreis Złoczów, Gliniany                            | |
| Wężyk Leonard                    | Großgrundbesitz               | 1. Wahlkreis Krakau                                        | wurde am 19. Dezember 1872 gewählt, starb 1876                                                                      |
| Wierzchlejski Franciszek Ksawery | Virilstimme                   | römisch-katholischer Erzbischof von Lemberg                | ą Ą ć Ć ę Ę ł Ł ń Ń ó Ó ś Ś ź Ź ż Ż                                                                                 |
| Wiśniowski Jan                   | Landgemeinden                 | 57. Wahlkreis Rzeszów, Głogów                              | |
| Włodek Maciej                    | Landgemeinden                 | 66. Wahlkreis Tamów, Tuchów                                | |
| Wodzicki Henryk                  | Großgrundbesitz               | 1. Wahlkreis Krakau                                        | |
| Wodzicki Ludwik                  | Großgrundbesitz               | 12. Wahlkreis Rzeszów                                      | schied vorzeitig aus                                                                                                |
| Wolański Erazm                   | Großgrundbesitz               | 5. Wahlkreis Czortków                                      | |
| Wolański Mikołaj                 | Landgemeinden                 | 9. Wahlkreis Jazłowiec, Budzanów                           | |
| Wolski Ludwik                    | Städte                        | 8. Wahlkreis Drohobycz                                     | vorzeitig ausgeschieden                                                                                             |
| Zakliński Aleksander             | Landgemeinden                 | 29. Wahlkreis Bohorodczany, Sołotwina                      | |
| Zamoyski Stefan                  | Landgemeinden                 | 16. Wahlkreis Jaroslaw, Sieniawa, Ginilewicz               | |
| Zawadowski Józef                 | Landgemeinden                 | 32. Wahlkreis Tyśmienica, Tłumacz                          | |
| Ziemiałkowski Florian            | Städte                        | 1. Wahlkreis Lemberg                                       | |
| Żołędź Szczepan                  | Landgemeinden                 | 67. Wahlkreis Dąbrowa, Żabno                               | |
| Zoll Fryderyk                    | Virilstimme                   | Rektor der Jagiellonen-Universität                         | Mitglied des Landtags im Jahr 1876                                                                                  |
| Zucker Filip                     | Städte                        | 6. Wahlkreis Brody                                         | wurde am 25. August 1874 als Nachfolger von Nathan Kallir gewählt                                                   |
| Zyblikiewicz Mikołaj             | Städte                        | 2. Wahlkreis Krakau                                        | |